# قناة هرازدان غورج
قناة هرازدان غورج المائية (الأرمينية: Հրազդանի Ձորի ջրանցույց) عبارة عن جسر مائي عبر نهر هرازدان في العاصمة الأرمينية يريفان. تم تصميمه من قبل المهندس المعماري رافائيل إسرائيليان وأكمل في 1949-1950. تم بناؤه بالحجارة البازلتية الرمادية اللون.  يبلغ طول قناة المياه 100 متر وعرضها 5 أمتار.